# Русский курьер (газета XIX века)
«Ру́сский Курье́р» — ежедневная газета, выходившая в Москве с 26 июня 1879 года по 17 сентября 1889 года и в 1891 году.

## Начало истории
Первоначально издание, основанное и редактируемое В. Н. Селезнёвым, было убыточным. С конца 1880 года газета перешла в собственность владельца завода шипучих вин Николая Петровича Ланина, который в 1881 году был утверждён её официальным редактором. 
Фактическим же редактором стал В. А. Гольцев, «за неблагонадежность и внедрение вредных идей молодежи» лишённый права преподавать в московском университете. Ланин пригласил в редакцию Ф. Д. Нефедова и вернувшегося из ссылки С. А. Приклонского. Также в ней работали Н. М. Астырев, П. И. Кичеев, М. И. Мишла-Орфанов, В. И. Немирович-Данченко, И. А. Баженов. Эта редакционная команда проработала два года, пока Ланин не решил сам редактировать газету.

## Общие сведения
Газета была посвящена по преимуществу вопросам внутренней жизни и имела большое распространение. Сыграла решающую роль в разоблачении банковской аферы Ивана Рыкова:146. Несколько раз она подвергалась воспрещению розничной продажи номеров (1880, 1881, 1887) и прекращению печатания объявлений (1889); в 1881 году была приостановлена на 4 месяца, в 1882 году — на 3 месяца, в 1889 году — на 6 месяцев. Редактировали её Ф. Д. Нефёдов, П. А. Голенищев-Кутузов (1845—1911), В. А. Скрипицын, А. А. Попов и др.